# Calynda coronata
Calynda coronata är en insektsart som beskrevs av Carl 1913. Calynda coronata ingår i släktet Calynda och familjen Diapheromeridae. Inga underarter finns listade.